# Езино Ларио
Езино Ларио (итал. Esino Lario) је насеље у Италији у округу Леко, региону Ломбардија.
Према процени из 2011. у насељу је живело 698 становника. Насеље се налази на надморској висини од 867 м.

## Становништво
| 1936. | 1951. | 1961. | 1971. | 1981. | 1991. | 2001. | 2011. |
| ----- | ----- | ----- | ----- | ----- | ----- | ----- | ----- |
| 863   | 881   | 820   | 797   | 819   | 829   | 799   | 750   |